# Chabi
Chabi ou Chabi Khatan ou encore Cabi (mongol : ᠴᠠᠪᠢ
ᠬᠠᠲᠤᠨ, VPMC : Čabi qatun, cyrillique : Чаби хатан, MNS : Chabi Khatan) (28 janvier 1216 – 20 mars 1281) est une mongole issue de la maison princière des Khongirad, principale khatan du Khagan Kubilai Khan, créatrice de la Dynastie Yuan ayant conquis une grande partie de l'Asie, dont l'ensemble de la Chine.
De leur union sont nés Dorji (en), Zhenjin (également connu sous le nom de Jingim), Mangala et Nomuga.
Elle favorise l'imprimerie en tibétain et joua un rôle important dans la conversion de Kubilai au bouddhisme tibétain, dont les traditions lamaïques incluaient différents aspects chamaniques proches de ses aspects mongols.
À sa mort, Kubilai nomme Nambui à sa place en tant que Khatun.

## Genealogie

### Descendance
De son époux Kubilai Khan, ils ont 4 fils et 6 filles.
- 1. Yuelie (赵国大長公主) — épouse Ay Buqa, prince de Zhao (趙王)
  2. Ulujin (吾魯真公主) — épouse de Buqa, aristocrate Ikires.
  3. Chalun (昌国大长公主) – épouse de Teliqian, aristocrate Ikires.
  4. Zhenjin (1240–1285) — prince de Yan (燕王)
  5. Manggala (c. 1242–1280) — prince d'Anxi (安西王)
  6. Öljei (鲁国长公主) — épouse Ulujin Küregen, aristocrate Khongirad, prince de Lu.
  7. Nomugan (v.1245 - 1301) — prince de Beiping (北平王)
  8. Nangiajin (鲁国大长公主) — épouse son beau-frère Ulujin Küregen, aristocrate Khongirad, prince de Lu, puis après la mort d'Ulujin's en 1278, elle épouse le frère de celui-ci, Temür, et après la mort de Temür en 1290, elle épouse son autre frère, Manzitai.
  9. Kokechi (v.1250 - 1271) — prince de Yunnan (云南王)
  10. Qutluq kelmish (忽都魯 揭里迷失) (c.22/7/1251 - 11/6/1297) — épouse Chungnyeol, roi de Goryeo.

## Annexe